# Vector WX-8
Vector WX-8 — проектировавшийся суперкар американской компании «Vector Motors». Полное название Vector Avtech WX8 HPRV. Avtech — указывает на применение авиационных технологий. HPRV — Hyper Performance Road Vehicle — гипер-скоростной высокодинамичный дорожный автомобиль.
Кузов автомобиля планировался с применением авиационных технологий. Для Vector WX-8 предполагалось наличие установки двух двигателей:
- Двигатель (7,8 л.)

Именуется как малый блок, мощность в 750 л.с. Также мог поставляться с мощностью 1250 л.с. путём применения наддува для увеличения мощности. Обороты мощности составляют 5700 об/мин и 1085 Нм крутящего момента. Максимальная скорость при такой мощности теоретически заявляется в пределах от 418 (260 миль при 750 л.с.) до 443 км/ч (275 миль при 1250 л.с.). Разгон 0—100 км/ч должен составить 2,7 с.
- Двигатель (10 л.)

Именуется как Большой блок, и развивает 1450 л.с. при применении двойного наддува. Также мог поставляться с максимальной мощностью от 1800—2000 л.с. путём применения системы двойного турбонаддува Twin Turbo. Максимальная скорость при такой мощности теоретически заявляется в 483 км/ч (300 миль). Разгон 0—100 км/ч должен занимать 2,3 с.